# 奧斯特贊
奧斯特贊（荷蘭語：Oostzaan）是荷蘭的一個市镇和城市，在行政區劃上屬於北荷蘭省。奧斯特贊有一個十字形的教堂。

## 外部連結
- 维基共享资源上的相關多媒體資源：奧斯特贊
- 官方网站